# Asphalt (série de jeux vidéo)
Cet article concerne la série de jeux vidéo. Pour les articles homonymes, voir Asphalt.
Asphalt est une série de jeux vidéo de course développée et éditée par Gameloft. Les jeux de la série se concentrent généralement sur des courses d'arcade au rythme rapide se déroulant dans divers endroits du monde, chargeant les joueurs de terminer des courses tout en échappant aux forces de l'ordre locales.

## Liste des jeux
Les jeux vidéo faisant partie de la série sont :
- Asphalt: Urban GT (N-Gage, Nintendo DS, J2ME)
- Asphalt: Urban GT 2 (N-Gage, Nintendo DS, Symbian, PSP, J2ME)
- Asphalt 3: Street Rules (N-Gage, Symbian, Windows Mobile, J2ME)
- Asphalt 4: Elite Racing (N-Gage, iOS, DSiWare, Symbian OS, Windows Mobile, J2ME, BlackBerry OS)
- Asphalt 5 (iOS, Android, Windows Phone 7, Bada, webOS)
- Asphalt 6: Adrenaline (iOS, OS X, Android, J2ME, BlackBerry OS, Bada, webOS)
- Asphalt Audi RS 3 (iOS)[1]
- Asphalt 3D (Nintendo 3DS)
- Asphalt: Injection (PlayStation Vita)
- Asphalt 7: Heat (iOS, Android, Windows Phone 8, Windows 8, Windows 10, BlackBerry 10, BlackBerry OS)
- Asphalt 8: Airborne (iOS, Android, Windows Phone 8, Windows RT, Windows 8, BlackBerry 10, Windows 10, Windows 10 Mobile, tvOS, Tizen)
- Asphalt Overdrive (iOS, Android, Windows Phone 8, Windows 8, Windows 10, Windows 10 Mobile)
- Asphalt Nitro (Android, Java ME, Tizen)
- Asphalt Xtreme (iOS, Android, Windows 8, Windows Phone 8, Windows 10, Windows 10 Mobile)
- Asphalt Street Storm (iOS, Android, Windows 8, Windows 10)
- Asphalt 9: Legends (iOS, Android, Windows 10, Nintendo Switch, macOS, Xbox Series X/S)
- Asphalt Legends Unite (iOS, Android, Windows, Mac, Nintendo Switch, Xbox One, Xbox Series X/S, Steam, PlayStation 4, PlayStation 5)